# Gina Gershon

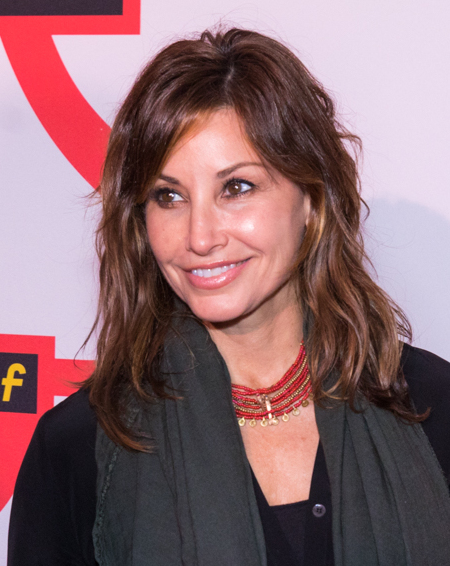
Gina Gershon (2018)

Gina L. Gershon (* 10. Juni 1962 in Los Angeles, Kalifornien) ist eine US-amerikanische Schauspielerin und Autorin.

## Leben und Karriere
Gina Gershon stammt aus einer jüdischen Familie und hat zwei Geschwister, einen Bruder und eine Schwester. Ihr Vater war Geschäftsmann, ihre Mutter Innenarchitektin. Ihre Familie zog vom San Fernando Valley, Kalifornien nach Beverly Hills, Kalifornien um, um Gina den Einstieg in die Schauspielerei, für die sie damals schon Talent zeigte, zu erleichtern.
Sie besuchte dort die Beverly Hills High School, dann studierte sie zeitweise am Emerson College in Boston und absolvierte die New York University.

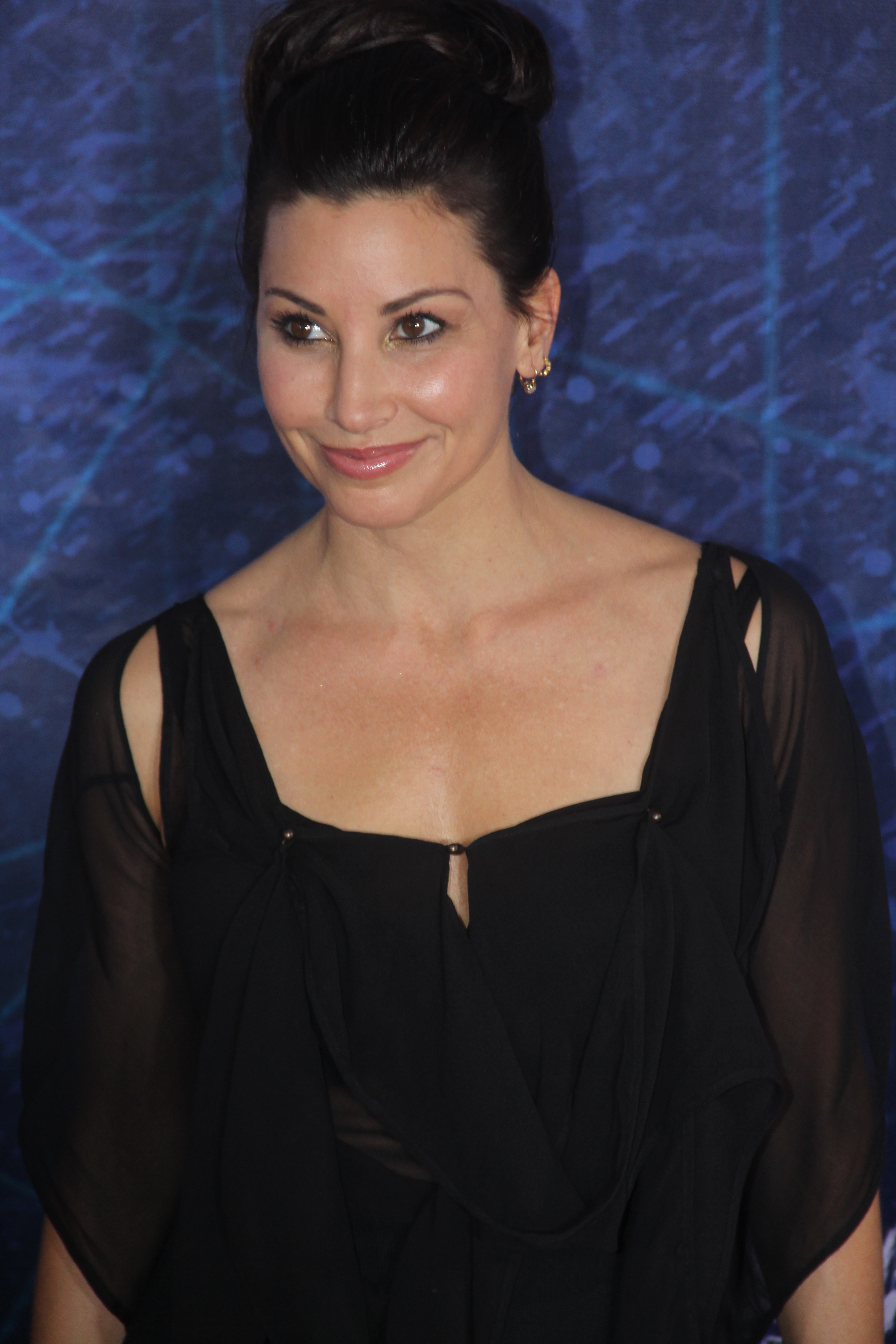
Gina Gershon (2011)

Als Schauspielerin war sie seit dem Anfang der 1980er Jahre in kleinen Nebenrollen tätig, darunter in der Komödie Pretty in Pink (1986), in der sie neben James Spader spielte. Größere Nebenrollen spielte sie erst in den Filmen Red Heat (1988, neben Arnold Schwarzenegger und James Belushi) sowie in Cocktail (1988, neben Tom Cruise, Bryan Brown und Elisabeth Shue).
Gershon spielte ebenfalls in zahlreichen Theaterstücken wie Camille, Nanawatai und The Substance of Fire. Sie war Mitbegründerin des New Yorker Theaterensemble Naked Angels.
Im Thriller Bound – Gefesselt (1996) von Andy Wachowski und Lana Wachowski spielte Gershon die Hauptrolle der Corky, die eine lesbische Affäre mit ihrer Nachbarin eingeht. Für diese Rolle wurde sie für den Saturn Award und den MTV Movie Award nominiert. Eine größere Rolle spielte sie neben John Travolta und Nicolas Cage im Thriller Im Körper des Feindes (1997). Im preisgekrönten Film Insider (1999) spielte sie neben Al Pacino und Russell Crowe. Im Thriller Borderline – Unter Mordverdacht (2002) spielte sie neben Michael Biehn eine der Hauptrollen, eine weitere im Musikdrama Prey for Rock & Roll (2003). Im Film Out of Season (2004) folgte eine Hauptrolle neben Dennis Hopper und Dominique Swain. Seit dem Jahr 2004 ist Gershons Stimme in der Zeichentrickserie Tripping the Rift zu hören. 2011 stand sie als Sharla Smith neben Matthew McConaughey und Thomas Haden Church in der dunklen Drama-Komödie Killer Joe vor der Kamera. Im Mai 2012 ersetzte Gershon Chelsea Handler in Joe Hahns Thriller und Regie-Debüt Mall – Wrong Time, Wrong Place neben Vincent D’Onofrio. Im Thriller Tödliches Verlangen (2017) von Jonathan Baker spielt sie neben Nicolas Cage und Faye Dunaway eine der Hauptrollen.
2007 veröffentlichte Gershon mit ihrem Bruder Dann das Kinderbuch Camp Creepy Time, dessen Held Einstein P. Fleed in ein ungewöhnliches, weil gruseliges Ferienlager geschickt wird. Das 224 Seiten starke Buch wurde bei Putnam Juvenile verlegt. Gershons erstes Buch für Erwachsene, In Search of Cleo: How I Found My Pussy and Lost My Mind, beruht auf der wahren Geschichte der Suche nach ihrer Katze, und wurde 2012 veröffentlicht.

## Filmografie (Auswahl)
- 1986: Pretty in Pink
- 1988: Red Heat
- 1988: Cocktail
- 1989: Suffering Bastards
- 1989: The Days and Nights of Molly Dodd (Fernsehserie, 3 Folgen)
- 1991: Deadly Revenge – Das Brooklyn-Massaker (Out for Justice)
- 1991: Voodoo Dawn
- 1991: Out for Justice
- 1992: Frank Sinatra – Der Weg an die Spitze (Sinatra, Miniserie, 4 Folgen)
- 1992: The Player
- 1992: Miss Rose White
- 1993: Joey Breaker
- 1993: Love Matters
- 1993: Melrose Place (Fernsehserie, 3 Folgen)
- 1995: Showgirls
- 1995: Best of the Best 3 – No Turning Back (Best of the Best 3: No Turning Back)
- 1996: Bound – Gefesselt (Bound)
- 1997: Ellen (Fernsehserie, Folge Das Outing)
- 1997: Ohne Gewissen (This World, then the Fireworks)
- 1997: Touch
- 1997: Im Körper des Feindes (Face/Off)
- 1998: Lulu on the Bridge
- 1998: One Tough Cop
- 1998: Palmetto – Dumme sterben nicht aus (Palmetto)
- 1998: I’m Losing You
- 1998: Legalese (Fernsehfilm)
- 1998: Prague Duet
- 1998: Black & White – Gefährlicher Verdacht (Black and White)
- 1999: Insider (The Insider)
- 1999: Das Mädchen und der Fotograf (Guinevere)
- 1999: Snoops – Charmant und brandgefährlich (Snoops, Fernsehserie, alle Folgen)
- 2001: Driven
- 2001: Picture Claire (Lost in Toronto)
- 2002: Demonlover
- 2002: Borderline – Unter Mordverdacht (Borderline)
- 2003: Prey for Rock & Roll
- 2004: Out of Season
- 2004: 3-Way
- 2004: Tripping the Rift (Fernsehserie, 13 Folgen)
- 2005: Category 7 – Das Ende der Welt (Category 7: The End of the World)
- 2005: Das Traum-Date (One Last Thing…)
- 2005: Crossing Jordan – Pathologin mit Profil (Crossing Jordan, Fernsehserie, Folge 4x19)
- 2006: Man About Town
- 2006: Blitzlichtgewitter (Delirious)
- 2006: Kettle of Fish
- 2007: What Love Is
- 2007: P.S. Ich liebe dich (P.S. I Love You)
- 2007: Psych (Fernsehserie, Folge 2x01)
- 2008: Beer for My Horses
- 2010: Fünf Minarette in New York (Five Minarets in New York)
- 2010: Love Ranch
- 2010: La Linea 2 (Across the Line: The Exodus of Charlie Wright)
- 2011: Killer Joe
- 2012: LOL
- 2012: Breathless – Immer Ärger mit Dale (Breathless)
- 2013: House of Versace – Ein Leben für die Mode (House of Versace)
- 2013: Anger Management (Fernsehserie, Folge 2x43)
- 2013: Hunt for the Labyrinth Killer
- 2013–2014: Cleaners (Fernsehserie, 17 Folgen)
- 2014: The Scribbler – Unzip Your Head (The Scribbler)
- 2014: Mall: Wrong Time, Wrong Place (Mall)
- 2014: The Lookalike
- 2014: Me
- 2014: Community (Fernsehserie, Folge 5x09)
- 2015: Glee (Fernsehserie, Folge 6x08)
- 2015: Z Nation (Fernsehserie, 3 Folgen)
- 2015: Staten Island Summer
- 2015–2017: Red Oaks (Fernsehserie, 15 Folgen)
- 2016: A Message from Melania Trump (Kurzfilm)
- 2016: My Dead Boyfriend
- 2017: Bad Kids of Crestview Academy
- 2017: Lost Cat Corona
- 2017: Crashing (Fernsehserie, Folge 1x02)
- 2017: Permission
- 2017: Brooklyn Nine-Nine (Fernsehserie, 4 Folgen)
- 2017: Tödliches Verlangen (Inconceivable)
- 2017–2018: Lost in Oz (Fernsehserie, Stimme, 10 Folgen)
- 2017: 9/11
- 2018: Shotgun
- 2018: Der Sex Pakt (Blockers)
- 2018: Younger (Fernsehserie, Folge 5x06)
- 2018: Die kleine Meerjungfrau (The Little Mermaid)
- 2018: American Dresser
- 2018: After Everything (Shotgun)
- 2018–2019: Riverdale (Fernsehserie, 8 Folgen)
- 2019: The Good Fight (Fernsehserie, Folge 3x06)
- 2019: Rotschühchen und die sieben Zwerge (Red Shoes and the Seven Dwarfs, Stimme)
- 2020: The Mimic
- 2020–2021: New Amsterdam (Fernsehserie, 5 Folgen)
- 2020: Loafy (Fernsehserie, 5 Folgen, Stimme)
- 2020: Cagefighter
- 2020: Rifkin’s Festival
- 2020: People in Landscape
- 2021: Betty (Fernsehserie, Folge 2x04)
- 2021: With/In
- 2022: Emily the Criminal
- 2022: Chucky (Fernsehserie, Folge 2x04)
- 2023: Awkwafina Is Nora from Queens (Fernsehserie, Folge 3x01)
- 2023: Thanksgiving
- 2023: Tapawingo
- 2024–2025: Elsbeth (Fernsehserie, 2 Folgen)
- 2024: Borderlands
- 2024: The Trainer
- 2024: Doctor Odyssey (Fernsehserie, 2 Folgen)
- 2025: High Rollers

## Buchveröffentlichungen
- 2007: Camp Creepy Time; Putnam Juvenile, ISBN 978-0-399-24737-8
- 2012: In Search of Cleo: How I Found My Pussy and Lost My Mind; Gotham, ISBN 978-1-59240-766-8